# حلة العبد الصالح
حلة العبد الصالح (أو الحلة اختصارًا) هي قرية وتعد ثاني أصغر قرية في البحرين بعد قرية قلعة البحرين. وتقع القرية على شارع النخيل تقاطع شارع الشيخ خليفة بن سلمان في الدائرة الثانية من المحافظة الشمالية مجمع 444 شمال قرية المقشع وشرق قرية كرانة وجنوب قرية قلعة البحرين وجنوب غرب قرية كرباباد.
قرية حلة العبد الصالح هي أول قرية على شارع النخيل وتقع محطة خدمات جواد (محطة بنزين) عند شارع المدخل الرئيس للقرية
ويزين مدخل القرية الرئيس نصب النخلة والذي يعد أكبر نصب تذكاري مرسوم في العالم والتي قامت جمعية الإسكافي لتزين البحرين بإنشائه بمناسبة زيارة ملك البلاد لقلعة البحرين والذي يأتي ضمن احتفالات المملكة باليوبيل الدهبي على اكتشاف حضارة دلمون، تقدر مساحة القرية بـحوالي 2 كم مربع ويبلغ عدد سكانها حوالي 400 نسمة في حين يبلغ عدد البيوت فيها 50 بيت ولا تزال المساحة العظمى من القرية غير مسكونة
كانت القرية في الماضي كما هو حال القرى المجاورة تحيطها البساتين والخضرة من كل مكان وتنتشر بها العديد من السيبان (جمع مفردها - ساب - وهي أنهر صغيرة) التي كان العديد منها ينبع من قرية المقشع (إلى الجنوب) متجه إلى الشمال مرورا بالقرية هذا إضافة للعيون المتوزعة في الأنحاء المتفرقة من القرية
يقول الحاج مهدي : { كنا في ما مضى لا نجد أي صعوبة في إيجاد المياه للمزارع، فبالإضافة لوجود السيبان كنا نستطيع الحصول على الماء بمجرد الحفر قليلا في الأرض حتى يتفجر لنا ينبوع من الماء }.

## الحلة قرية المساجد والأضرحة الأثرية
يقول الدكتور علي محمد العصفور في كتابه (بعض فقهاء البحرين في الحاضر والماضي) صفحة 194 من الجزء الثاني :
هذه المنطقة مليئة بالمساجد التي أضحت أضرحة أثرية. تنبؤ عن علماء البلاد الذين لهم الشهرة الوافية والمكانة الراقية في نفوس المؤمنين، تجدها من شرقها إلى غربها ومن شمالها إلى جنوبها جنينة رائعة، تجد في طريقك من قرية كرانة في وسطها الشيخ علي الصياد وهو أخ النبيه صالح، فينحل النزاع في تسمية جزيرة (أُكل) أنها جزيرة النبيه صالح وليست جزيرة النبي صالح.
وتمشي قليلا تجد ساحة فيها شبه كوخ فتطل على ما في ذلك الكوخ فتجد ضريحا مبرقعا بألوان الزينة والورود والريحان، فتقف متسائلا (من صاحب الضريح ؟) فتجد الناس تشرق وتغرب في معرفة الرجل، واختصارا يقولون (هذا ضريح الشيخ ناصر..... لا غير)
ذلك ضريح الشيخ ناصر الشيخ عبداه آل ربيع هو صاحب بستان الزمبيان والكليعي، والأملاك الكثيرة التي جعلها وقفاً لنفع المؤمنين، وله أملاك في الماحوز، وفي بوري له دولاب (مزرعة) تركه لأسرة من الأسر تنتفع بثمره وتقرأ القرآن في ثوابه عوض الثمرة، وهذا الشيخ كان من مشايخ القرن العاشر لم نقف له على ترجمة لأنه لم يكن له ظهور علمي من تصنيف أو تدريس، وقد حباه الله وأعطاه من خيرات الدنيا، وقفها كلها مقدما لنفسه زاد للآخرة.
وتنظر إلى جهة الشمال فترى البساتين والآثار والمساجد، وإذا سألت أجابوك : (هذه أملاك السيد علوي السيد جواد المتوفي منذ خمسة وثمانين عاماً، وهو جد السادة الموجودين في المنامة (أسرة العلوي) السيد موسى والسيد كاظم أبناء جعفر هؤلاء السادة يمثلون جدهم المذكور في الأخلاق والكرم، بل يمثلون أجدادهم الأطهار أبعد الله أجسادهم عن النار.
و إذا جئت لتتسائل من هو السيد علوي السيد جواد، يقال لك أنه كان تاجرا في اللؤلؤ ملاكا كبيرا، ذا ثروة وعفه ويد بيضاء... يحكى عنه أنه ذهب إليه فقير وهو منشغل الفكر فعبس في وجهه، وكان الحاج يوسف المخَرق والد الحاج محسن المخرق جالسا، فقال له: (إن شاء عزلك) فانتبه السيد (ره) من غفلته وارسل إلى الفقير بالفور فأحضره وأكرمه.
معنى كلام المخرق : الأغنياء وكلاء الله وامناؤه على الثروة، فيجب أن لا يغتر صاحب الثروة، وهناك كلمة مشهورة عن أمير المؤمنين (ع) أنه إذا جاءه المحتاج يقول (ع) : (أهلا بمن جاء ليخفف عني حملي) ويقابل الفقير بالأخلاق الطيبة.
و إذا رمقت ماحول البساتين من المساجد يقال (هذا مسجد شيخ درويش، وذاك مسجد الشيخ حسن، وذاك مسجد الفتوات) تقف متحيرا، وفي أمس الحاجة لمقابلة الطاعنين في السن لينبؤوك عن قداسة البحرين وقداسة من كان على أرضها قبلنا، ولهذا جاءها أهل العلم وصارت منارا للعالم، وبلاد الإيمان، وروضه من رياض الجنة.

## المصدر
1. ↑  «حِلَّة العبد الصالح»... ثاني أصغر قرية في البحرين بعد جارتها «القلعة» نسخة محفوظة 20 أغسطس 2015 على موقع واي باك مشين.

## وصلات خارجية
- الموقع
- المنتديات
- المكتبة الصوتية